# Live at Montreux 1991
Live at Montreux 1991 je album v živo ameriške rock skupine Toto, ki je izšel 16. septembra 2016. Album vsebuje posnetke z nastopa skupine na festivalu Montreux Jazz Festival 1991. Skupina je koncert izvedla v zasedbi Steve Lukather (kitara, glavni vokal), David Paich (klaviature, vokal), Jeff Porcaro (bobni) in Mike Porcaro (bas). To je bila zadnja turneja skupine, na kateri je igral originalni bobnar skupine, Jeff Porcaro, ki je zaradi srčnega infarkta 5. avgusta 1992 umrl. Zaradi odpusta glavnega vokalista Jeana-Michela Byrona, je njegovo vlogo prevzel Steve Lukather.
Album sta zmiksala Steve Lukather in Niko Bolas. Poleg zgoščenke je izšel tudi DVD in Blu-ray Disc.

## Ozadje
Leta 1991 je bila skupina sredi turneje, končevala pa je tudi novi album Kingdom of Desire. To je bilo neke vrste ponovno rojstvo skupine, festival Montreux pa se je izkazal za odlično priložnost za testiranje novih skladb. Na osebno povabilo Quincyja Jonesa in ustanovitelja Montreux festivala, Claudeja Nobsa, se je skupina udeležila festivala. To je bila tudi poslednja turneja skupine, kjer je sodeloval Jeff Porcaro, ki je 5. avgusta 1992 umrl, nadomestil pa ga je Simon Phillips. Steve Lukather je o albumu dejal: "Najbolj pomembna stvar, ki jo lahko vidite in slišite je naša medsebojna ljubezen /.../ Bilo je veliko solz in smeha, ko smo obujali spomine o tej noči in zadnji turneji z Jeffom. Tu imate možnost, da vidite verzijo skupine, kakršne nikoli več ne bo.

## Sprejem
Peter Podbrežnik je v recenziji za portal Rockline zapisal, da je bil nabor izvedb nekoliko drugačen od skupine ter nekoliko prilagojen okvirom švicarskega festivala. Skupina je namreč poleg klasik "Africa", "Rosanna" in "I'll Be Over You", odigrala eno skladbo, ki ni izšla na nobeni redni studijski izdaji, dve priredbi in dve novi skladbi s prihajajočega novega albuma Kingdom of Desire. Začetna skladba »On The Run«, ni nikoli izšla na Kingdom Of Desire, ampak je prvič izšla šele leta 1998 na albumu raritet Toto XX: 1977-1997. Pri naslovni skladbi s prihajajočega albuma, Kingdom Of Desire, gre za enega izmed vrhuncev tega posnetka, kar lahko rečemo tudi za nekoliko bolj jazzovsko usmerjeni inštrumental »Jake to the Bone« z 'vesoljsko' Lukatherjevo kitarsko solažo, ki je bil po njegovih besedah izbran posebej za sloviti švicarski jazz festival. Precej manj pričakovani potezi sta bili priredbi Hendrixove »Red House« ter »I Want To Take You Higher«, katero je originalno izvajala funk/soul skupina Sly and the Family Stone. Obe sta bili odlično odigrani, vendar bi bilo veliko boljše, če bi band v eni uri, kolikor časa so imeli na voljo v okviru festivala, odigral vsaj še kakšno lastno stvaritev.

## Seznam skladb
| Št.             | Naslov                      | Pisec                                     | Dolžina |
| --------------- | --------------------------- | ----------------------------------------- | ------- |
| 1.              | „On the Run‟                | Steve Lukather, David Paich, John Waybill | 7:16    |
| 2.              | „Kingdom of Desire‟         | Danny Kortchmar                           | 8:50    |
| 3.              | „I'll Be Over You‟          | Randy Goodrum, Lukather                   | 5:29    |
| 4.              | „Africa‟                    | Paich, Jeff Porcaro                       | 8:51    |
| 5.              | „Jake to the Bone‟          | Lukather, Paich, J. Porcaro, Mike Porcaro | 8:27    |
| 6.              | „Red House‟                 | Jimi Hendrix                              | 8:31    |
| 7.              | „Rosanna‟                   | Paich                                     | 8:25    |
| 8.              | „I Want to Take You Higher‟ | Sylvester Stewart                         | 5:52    |
| Skupna dolžina: | Skupna dolžina:             | Skupna dolžina:                           | 61:41   |

## Zasedba

### Toto
- Steve Lukather – kitare, vokal
- David Paich – klaviature, vokal
- Mike Porcaro – bas
- Jeff Porcaro – bobni

### Dodatni glasbeniki
- Chris Trujillo – tolkala
- Jenny Douglas – spremljevalni vokali
- Jacci McGhee – spremljevalni vokali
- Fred White – spremljevalni vokali